# گابریل جورج
گابریل جورج (انگلیسی: Gabrielle George؛ زادهٔ ۲ فوریهٔ ۱۹۹۷) بازیکن فوتبال اهل بریتانیا است.
از باشگاه‌هایی که در آن بازی کرده‌است می‌توان به باشگاه فوتبال زنان اورتون اشاره کرد.
وی همچنین در تیم‌های ملی فوتبال England women's national under-17 football team, England women's national under-19 football team, England women's national under-20 football team, England women's national under-21 football team، و زنان انگلستان بازی کرده‌است.